# Snowicz
Snowicz (ukr. Сновичі) – wieś w rejonie złoczowskim obwodu lwowskiego Ukrainy.
Do scalenia w 1934 r. w II Rzeczypospolitej miejscowość była siedzibą gminy wiejskiej w powiecie złoczowskim województwa tarnopolskiego. 
W 1944 r. nacjonaliści ukraińscy z OUN-UPA zamordowali tutaj 10 Polaków.
Miejsce urodzenia polskiego prawnika i polityka, znawcy prawa konstytucyjnego, rektora Uniwersytetu Lwowskiego Stanisława Starzyńskiego.

## Położenie
Na podstawie Słownika geograficznego Królestwa Polskiego i innych krajów słowiańskich to: wieś w powiecie złoczowskim, położona 9 km na południowy-wschód od sądu powiatowego, stacji kolejowej i urzędu poczty i telegrafu w Złoczowie.